# Tamandani Nsaliwa
Tamandani Wazayo Phillip Nsaliwa (ur. 28 stycznia 1982 w Lilongwe) – kanadyjski piłkarz pochodzenia malawijskiego występujący na pozycji pomocnika. Posiada także obywatelstwo niemieckie.

## Kariera klubowa
Nsaliwa urodził się w Malawi, ale w wieku 8 lat emigrował z rodziną do Kanady. Jako junior grał w Edmonton Warriors, niemieckim Energie Cottbus oraz Edmonton Drillers. W 2000 roku trafił do niemieckiego 1. FC Nürnberg. 28 stycznia 2001 w wygranym 1:0 meczu z LR Ahlen zadebiutował w 2. Bundeslidze. W sezonie 2000/2001 rozegrał trzy ligowe spotkania, a także wywalczył z klubem awans do Bundesligi. W 2001 roku odszedł do beniaminka 2. Bundesligi – 1. FC Saarbrücken. W sezonie 2001/2002 spadł z klubem do Regionalligi Süd. Na cały sezon 2003/2004 wypożyczono go do drugoligowego Jahn Ratyzbona. W tym samym sezonie Saarbrücken awansowało do 2. Bundesligi, a Nsaliwa powrócił do macierzystego klubu z wypożyczenia. W sezonie 2005/2006 zajął z klubem 16. miejsce w 2. Bundeslidze i spadł z nim Regionalligi. Wówczas odszedł z klubu.
Latem 2006 roku trafił do greckiego Panioniosu GSS. W pierwszej lidze greckiej zadebiutował 20 sierpnia 2006 w bezbramkowo zremisowanym meczu z Iraklisem Saloniki. 22 października 2006 w wygranym 2:1 spotkaniu z Larisą zdobył pierwszą bramkę w lidze greckiej.
W 2007 roku podpisał kontrakt z innym pierwszoligowym zespołem – AEK Ateny. Pierwszy ligowy mecz zalicztł tam 23 września 2007 przeciwko Atromitosowi Ateny (2:0). Od czasu debiutu Nsaliwa pełnił w AEK-u głównie rolę rezerwowego. W 2010 roku był wypożyczony do norweskiego Lillestrøm SK, a latem 2010 odszedł z AEK-u i stał się wolnym zawodnikiem. W 2011 roku podpisał kontrakt z SD Ponferradina.

## Kariera reprezentacyjna
W 2001 roku Nsaliwa otrzymał kanadyjskie obywatelstwo. 24 kwietnia tego samego roku zadebiutował w reprezentacji Kanady w przegranym 0:3 meczu towarzyskim z Egiptem. Również w 2001 roku został powołany do kadry na Puchar Konfederacji. Zagrał na nim jeden raz, a Kanada odpadła z turnieju po fazie grupowej. W 2002 roku był uczestnikiem Złotego Pucharu CONCACAF, podczas którego rozegrał trzy spotkania, a jego drużyna zajęła 3. miejsce.